# الحوش (السودان)
 الحوش  هي مدينة تقع في وسط السودان على ارتفاع 409 متر وتبعد عن العاصمة الخرطوم بحوالي 233 كيلومتر وتبعد عن مدينة ود مدني بحوالي32متر كانت محلیه ثم أصبحت قطاعا یتبع لجنوب الجزیره وأصبحت رئاسة محلية جنوب الجزيرة  لفترة من الزمن وتم نقل رئاسة المحلية ال بركات وسمیت مدینه الحوش نسبه لمؤسسها أحمد ابكر الذي حوش منزله من القش لذلك سمیت الحوش توجد بها قری كثیره تصل إلی 157 قریة . توجد بها 5 مدارس اساس 2 مدرسة ثانوية وبها كلية الصحة جامعة الجزيرة وكلية اللغات جامعة القران الكريم . بها مستشفى كبير ومستشفى لغسيل الكلي وقسم شرطة  وعدد 9 مساجد . والعديد من الفرق الرياضية وغنى عن التعريف سوق الحوش (الاحد - والاربعاء)  لجميع القرى حول الحوش

## أحياء مدينة الحوش
حي تميم، حي الإمتداد، حي الجعلين، حي الصفا ‘ حي الخوالدة، حي السلام (نيفاشى)، حي عيسى حسن، حي عيسى الطاهر، حي وديدي، حي الضباينة (الذبياني) وحي الكنانية. 